# Bullerhusdammen
Bullerhusdammen är en sjö i Perstorps kommun i Skåne och ingår i Rönne ås huvudavrinningsområde.